# 雷德莱夫尔 (阿拉巴马州卡温顿县)
雷德莱夫尔，是美国阿拉巴马州下属的一座城市。面积约为1.92平方英里（约合4.98平方公里）。根据2010年美国人口普查，该市有人口487人，人口密度为253.38/平方英里（约合97.79/平方公里）。